# George Prideaux Robert Harris

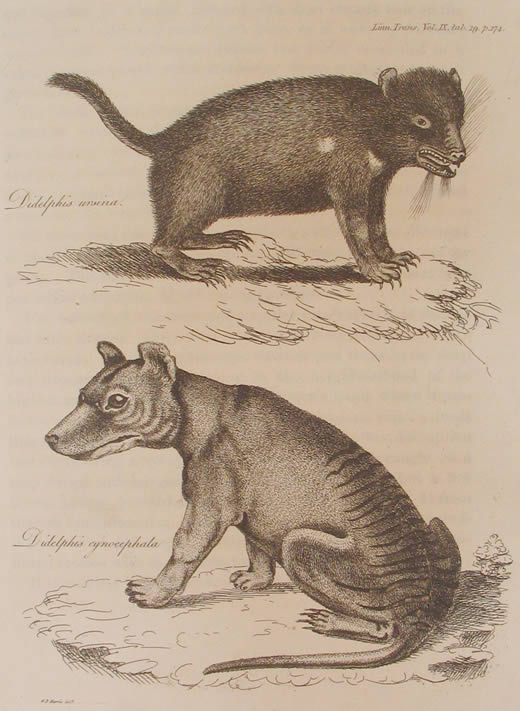
Une illustration de Thylacinus cynocephalus et Didelphis ursina d'après George Prideaux Robert Harris

George Prideaux Robert Harris (1775-1810) était un géomètre et naturaliste qui travailla en Tasmanie, en Australie à partir de 1803. Il a décrit un grand nombre des marsupiaux originaires de l'île, notamment le diable de Tasmanie et le thylacine (Thylacinus cynocephalus). Il a également décrit certaines espèces de plantes.